# Leiocassis brevirostris
Leiocassis brevirostris är en fiskart som beskrevs av Nguyen 2005. Leiocassis brevirostris ingår i släktet Leiocassis och familjen Bagridae. Inga underarter finns listade i Catalogue of Life.